# Никольский, Владимир Ипполитович
Владимир Ипполитович Никольский (8 июля 1890 — ?) — русский военный лётчик, капитан Российской императорской армии. Кавалер ордена Святого Георгия 4-й степени и Георгиевского оружия. В 1915—1917 годах командовал 25-м корпусным авиационным отрядов.

## Биография
Владимир Никольский родился 8 июля 1890 года в Приморской области в православной семье поручика. Образование получил в Хабаровском кадетском корпусе, который окончил в 1907 году.
Затем до 1910 года обучался в Константиновском артиллерийском училище. 6 августа 1910 года в чине подпоручика был выпущен в 9-ю Сибирскую стрелковую артиллерийскую бригаду.
31 августа 1912 года получил чин поручика. 30 июня 1913 года был прикомандирован к Сибирскому воздухоплавательному батальону, а 20 сентября 1914 года прикомандирован к 3-му дивизиону 3-й Сибирской стрелковой артиллерийской бригады. 30 октября 1914 года был переведён в эту бригаду, а 20 января 1915 года переведён в 3-й Сибирский горный артиллерийский дивизион.
С 26 июня 1915 года был наблюдателем в Гвардейском корпусном авиационном отряде. 5 октября 1915 года Владимир Ипполитович был командирован в Севастопольскую военную авиационную школу. 26 января 1916 года окончил эту школу и получил звание военного лётчика. С 21 февраля служил в 25-м корпусном авиационном отряде, с 1 июня был временно командующим этим отрядом. 4 августа был произведён в штабс-капитаны. 30 августа 1916 года был утверждён в должности командующего 25-го корпусного авиационного отряда. 27 декабря 1916 года Владимир Никольский и хорунжий Михаил Гаранин между деревень Миничи и Ганцевичи сбили самолёт вражеской авиации. 1 июня 1916 года был произведён в чин капитана.
31 января 1917 года Никольский потерпел аварию в районе Синявки, в результате этой аварии его аппарат упал с пятидесятиметровой высоты. Никольский был эвакуирован. Всего за время войны он получил два ранения. В августе был командирован в Москву в Офицерскую временную авиационную школу, для того что бы переучится летать на самолётах-истребителях. Служил на Западном фронте.

## Награды
Владимир Ипполитович Ни кольский был пожалован следующими российскими и сербской наградами:
- Орден Святого Георгия 4-й степени (Приказ по армии и флоту от 12 ноября 1917)
— «за то, что, будучи в чине штабс-капитана, в бою 27-го декабря 1916 г., управляя аппаратом системы „Вуазен“, направился на разведку тыла противника, где был атакован в районе г. дв. Репихово немецким „Альбатросом“. С беззаветной храбростью, искусно маневрируя под быстроходным „Альбатросом“, капитан Никольский принял неравный бой и поставил свой аппарат в такое положение, что дал возможность своему наблюдателю пулеметным огнем подбить аппарат противника, каковой после падения у фольв. Ганцевичи был окончательно расстрелян нашей артиллерией»;
- Георгиевское оружие (Приказ по армии и флоту от 4 марта 1917)
— «за то, что, будучи в чине поручика, 6-го июня 1916 г., произведя бомбардировку и разведку с летательного аппарата расположения противника у д. Проньки, бросился на выручку, атакованного противником другого нашего аппарата, чем способствовал спасению этого аппарата и летчика, а также выполнил поставленную ему задачу и доставил ценные сведения»;
- Орден Святого Владимира 4-й степени с мечами и бантом (Высочайший приказ от 21 мая 1915);
- Орден Святой Анны 3-й степени с мечами и бантом (Приказ по 8-й армии № 473 от 07 августа 1915);
- Орден Святого Станислава 3-й степени с мечами и бантом (Приказ по 2-й армии № 435 от 27 июля 1915);
- Орден Белого орла с мечами 5-й степени (Сербия; 04 июля 1917).